# 福石観音

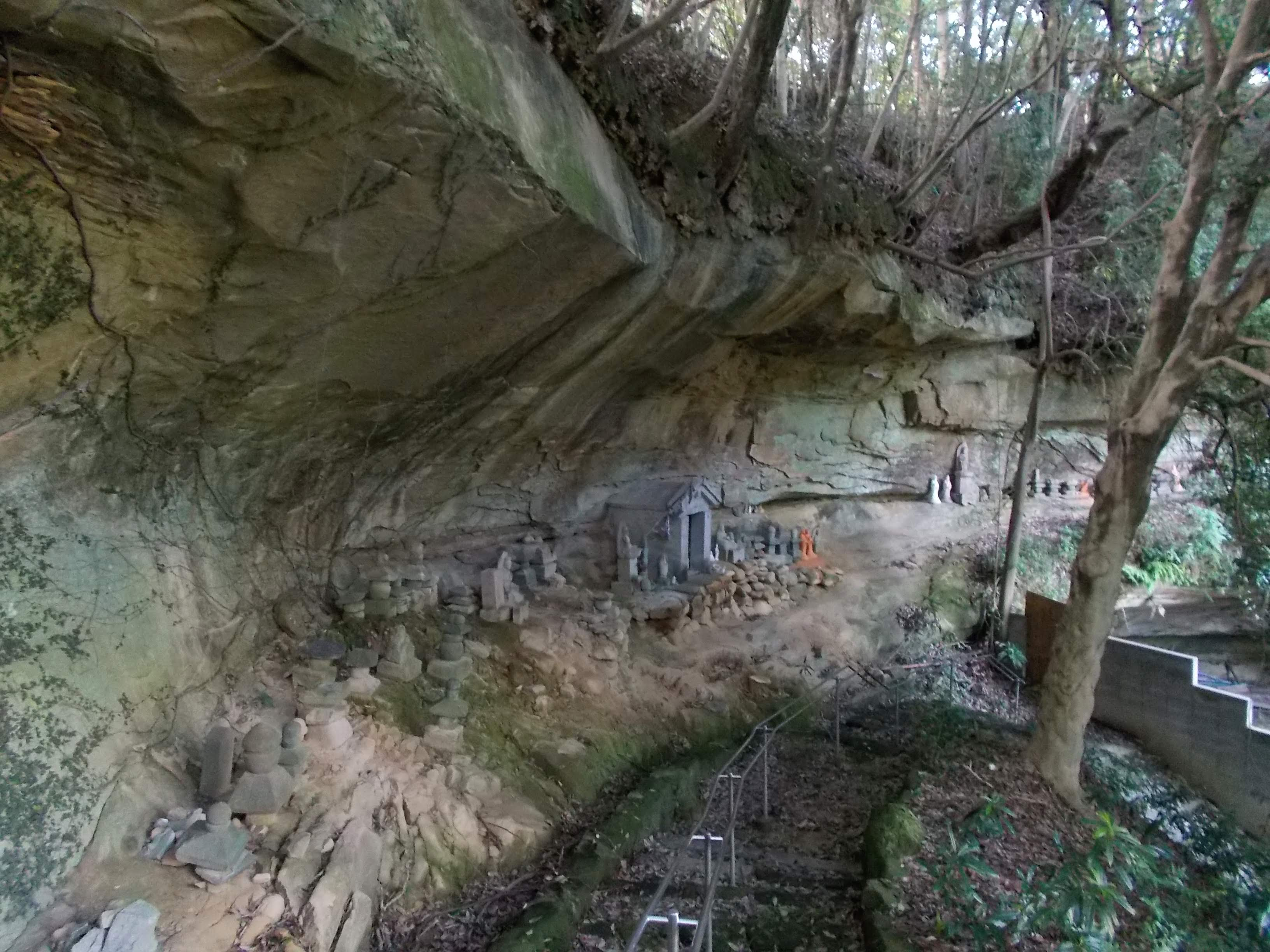
龍神洞穴（羅漢窟）

福石観音（ふくいしかんのん）は、長崎県佐世保市福石町にある真言宗智山派の仏教寺院。正式には清嵓寺（せいがんじ）。山号は福石山（ふくいしさん）。本尊の十一面観音は九州七観音のひとつ。
九州西国三十三観音霊場の第27番札所である。

## 概要
伝承によれば大同年間（806年～810年）の創建という。
現在の本堂は1785年（天明5年）に当時の平戸藩主松浦清（静山）の寄進により建立されたものである。本堂に安置されている本尊は像高約2mの十一面観音の木像。伝承では行基の作とされ、九州七観音の一つとされている。
本堂の裏、福石山の北側には岩陰（龍神洞穴）があり弘法大師が羅漢像を安置したと伝えられ羅漢窟とも称される（なお、弘法大師が佐世保の地を訪れた確証はない）。平戸八景の一つにも数えられていたが昭和中期の敗戦前後に空襲等で避難してきた人々の仮住まいの場所にされ、現在は往時に比べ羅漢像の数も減ってしまっている。
毎年8月8日から8月11日まで福石観音千日祭が行われ、期間中本尊の御開帳がある。この期間に参詣すると四万六千日の参詣と同じ功徳があると称され、多くの参詣客で賑わう。

## 所在地
佐世保市福石町24番5号
- 西肥バス（させぼバスも含む）「福石観音前」バス停下車、徒歩約1分。